# Janez Zakotnik
Janez Zakotnik (* 2. Juni 1950 in Ljubljana) ist ein ehemaliger jugoslawischer Radrennfahrer und nationaler Meister im Radsport.

## Sportliche Laufbahn
Zakotnik war im Straßenradsport aktiv. Er stammt aus dem slowenischen Teil des Landes. Er war Teilnehmer der Olympischen Sommerspiele 1972 in München. Im olympischen Straßenrennen schied er beim Sieg von Hennie Kuiper aus dem Rennen aus. Im Mannschaftszeitfahren kam der Vierer aus Jugoslawien mit Cvitko Bilić, Radoš Čubrić, Jože Valenčič und Janez auf den 21. Rang.
Erste Erfolge im Straßenradsport hatte er mit dem Gewinn der Rundfahrt Kroz Hrvatsko Zagorje 1969 und 1970. 1972 (vor Rudi Valenčič) und 1974 siegte er in der nationalen Meisterschaft im Straßenrennen. 1976 wurde er Vize-Meister hinter Mirko Rakuš. Bei den Mittelmeerspielen 1971 gewann er die Bronzemedaille im Mannschaftszeitfahren. Das Etappenrennen Jadranska Magistrala (Istrian Spring Trophy) gewann Zakotnik 1971, 1972 und 1974.
1972 bis 1974 war er im Etappenrennen Alpe–Adria erfolgreich. Er gewann insgesamt vier Etappen. 1974 gewann Zakotnik eine Etappe der Jugoslawien-Rundfahrt. 1974 fuhr er die Internationale Friedensfahrt. Er wurde 74. der Gesamtwertung.